# Zone (DNS)
Im Domain Name System des Internets bezeichnet Zone den Teil des Domänenbaums, für den ein Nameserver (im Folgenden auch NS abgekürzt) zuständig ist und deshalb die offiziellen Daten kennt. Eine Zone wird durch einen Primary Nameserver verwaltet. Zur Erhöhung der Verfügbarkeit bei Server-Ausfällen ist es üblich, eine Zone auf einen oder mehrere Secondary Nameserver zu spiegeln.
Eine Zone besteht aus Resource Records, die in einer Zonendatei gespeichert sind. Die Originaldatei befindet sich auf dem Primary Nameserver (auch „Master“ genannt). Von dort wird sie bei Änderungen per Zonentransfer zu den Secondary Nameservern (auch „Slave“ genannt) übertragen. Die Begriffe Zone und Zonendatei sind in fast allen Situationen austauschbar.
Eine Zone kann eine gesamte Domain umfassen. Normalerweise werden Subdomänen aber durch eigene Zonen repräsentiert. Mit Pointern – den NS Resource Records (NS-RR) – wird dabei zu Sub-Zonen verwiesen, die sich auf anderen Nameservern befinden können. Dieses Verfahren wird als Delegierung bezeichnet: Eine Zone delegiert die Zuständigkeit für eine Subdomäne und kennt nur den oder die zuständigen Nameserver. Anfragen zur Subdomäne werden an den zuständigen Nameserver weitergeleitet. Der Übergang zwischen zwei Zonen wird dabei Zone Cut genannt, da durch eine Delegation eine Zone aus einer Domäne „ausgeschnitten“ wird.
Die Top-Level-Domäne .de beispielsweise enthält einschließlich aller Subdomänen mehrere Millionen DNS-Einträge. Es ist unmöglich, diese in einer einzigen Zonendatei zu halten. Die zur Domäne de gehörende Zonendatei enthält deshalb überwiegend Verweise zu den direkten Subdomänen. Pro zuständigem Nameserver einer Subdomäne existiert dabei ein NS-Eintrag.
Beispiel:
Angenommen, das fiktive Unternehmen example besitzt die Domäne example.com. Außerdem existieren zwei Subdomänen: einkauf.example.com und produktion.example.com. Für jede dieser drei Domänen existiert eine eigene Zonendatei. Die NS-RRs (Pointer) der Zonendatei example.com.db sehen folgendermaßen aus:
```
einkauf.example.com.       IN   NS      nameserver-1.example.com.
produktion.example.com.    IN   NS      nameserver-2.example.com.
```

Aus der der Domäne zugeordneten Zonendatei lässt sich ableiten, dass zwei Subdomänen existieren und dass der autoritative Nameserver für einkauf.example.com der nameserver-1 und für produktion.example.com. der nameserver-2 ist. Die Domänen einkauf.example.com und produktion.example.com können natürlich ihrerseits weitere Subdomänen enthalten, die durch eigene Zonendateien repräsentiert werden können.

## Unterschied zwischen Domain und Zone
Eine Domain umfasst den gesamten untergeordneten DNS-Namensraum. Der Begriff Domain wird auch verwendet, wenn man sich auf den Inhalt (welche Namen enthält eine Domain?) oder die Eigentumsrechte (auf wen ist eine Domain registriert?) bezieht.
Eine Domäne kann in mehrere Zonen aufgeteilt werden, indem man die Zuständigkeit für Subdomains delegiert. Von einer Zone spricht man auch, wenn man die physische Realisierung meint – also auf welchem Server und in welcher Zonendatei die DNS-Einträge liegen.
Der durch die Aneinanderreihung von Domänennamen (Labels) definierte Domänenbaum und der über die NS-RRs aufgebaute Zonenbaum sind nahezu deckungsgleich. In seltenen Fällen kann eine einzige Zonendatei auch mehrere Domänennamen enthalten. Der Zonenbaum ist daher geringfügig kleiner als der Domänenbaum.